# Ippolito Cavalcanti
Ippolito Raimondo Francesco Giovanbattista Luigi Cavalcanti, conosciuto semplicemente come Ippolito Cavalcanti, duca di Buonvicino (Afragola, 25 settembre 1787 – Napoli, 5 marzo 1859), è stato un cuoco e letterato italiano.

## Biografia

### Origini e famiglia
Discendeva dall'antica famiglia nobile dalla quale proveniva il più famoso Guido Cavalcanti, poeta nonché amico di Dante.
La famiglia nel 1311 lasciò la Toscana per trasferirsi nel Regno di Napoli, dove nel 1352 Giovanna I nominò viceré uno dei Cavalcanti in Calabria.
Già baroni di Buonvicino, nel 1720 i Cavalcanti ricevettero il titolo di duchi del medesimo feudo, in Calabria citeriore.

### Giovinezza
Cavalcanti nacque ad Afragola nel 1787 da Guido Cavalcanti (quarto duca di Buonvicino e di Montemurro dal 1799, patrizio di Cosenza, Governatore di Tropea nel 1783, di Napoli nel 1785 e della stessa Afragola nel 1787) e dalla sua seconda moglie, Anna Capparelli; fu battezzato lo stesso giorno nella chiesa di San Giorgio.
Crebbe a Napoli, dove fu educato ed istruito e compose un libretto, dal titolo Esercizi di Cristiana virtù e varie orazioni.
Nel 1810 sposò Angela Como dei duchi di Casalnuovo Monterotaro e baroni di Santo Stefano Molise.
Con il cognato Giuseppe Como, barone di Santo Stefano, Ippolito Cavalcanti fece parte degli eletti di Napoli, una ristretta cerchia di nobili che collaboravano al governo della città.

### Morte
Cavalcanti morì a Napoli il 5 marzo 1859.

## Opere
Il suo trattato Cucina teorico-pratica, pubblicato per la prima volta a Napoli nel 1837 alla quale aggiunge, nella seconda edizione del 1839, l'appendice Cusina casarinola co la lengua napolitana, presenta numerose ricette dell'epoca, provenienti dalle diverse classi sociali. 
Il libro ebbe, dal 1837 al 1865 nove edizioni, abbastanza diverse fra di loro in quanto venivano continuamente ampliate dall'autore. 
La Cucina teorico-pratica è un compendio di cucina tradizionale napoletana, alcune delle ricette sono di ispirazione francese, in quanto la cucina d'Oltralpe era all'epoca molto presente sulle mense dell'aristocrazia o dell'alta borghesia, l'appendice ci riporta invece alla cucina casareccia in uso all'epoca presso il popolo.

## Ricette
Il trattato ed il compendio in lingua napolitana rivestono una notevole importanza anche dal punto di vista storico, poiché in essi vengono descritte alcune delle ricette più diffuse nella moderna cucina italiana. Vi si trova, ad esempio, la prima descrizione di una pasta (vermicelli) condita con il pomodoro.
Molte altre sono le ricette presenti in queste opere, ed in alcune di esse sono chiaramente riconoscibili i tratti di quella che è la moderna cucina napoletana. Di seguito elenco non esaustivo:
- parmigiana di melanzane;
- panzerotto o pizza fritta;
- vermicelli con le vongole;
- vermicelli con il pomodoro;
- baccalà fritto;
- pasta e fagioli;
- pasta e piselli;
- minestra maritata;
- pasta cacio e ova.